# Daniel J. Flood

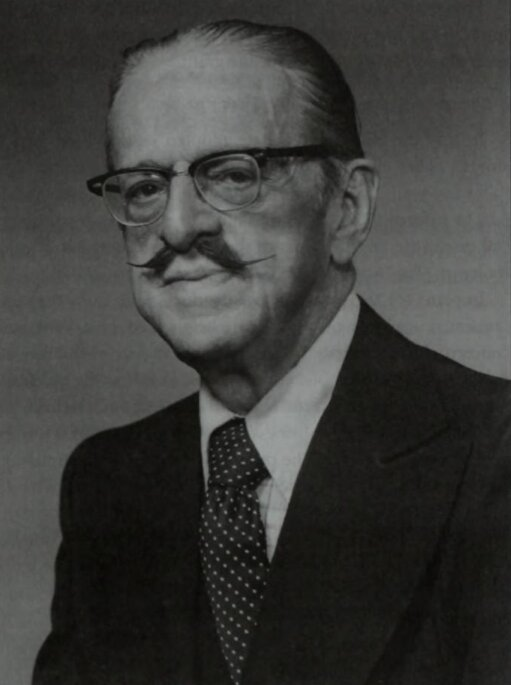
Daniel J. Flood

Daniel John Flood (* 26. November 1903 in Hazleton, Pennsylvania; † 28. Mai 1994 in Wilkes-Barre, Pennsylvania) war ein US-amerikanischer Politiker. Zwischen 1945 und 1980 vertrat er drei Mal den Bundesstaat Pennsylvania im US-Repräsentantenhaus.

## Werdegang
Daniel Flood besuchte die öffentlichen Schulen in Wilkes-Barre und in St. Augustine (Florida). Danach studierte er bis 1924 an der Syracuse University im Staat New York. Nach einem anschließenden Jurastudium an der Harvard University sowie der Dickinson School of Law in Carlisle und seiner 1930 erfolgten Zulassung als Rechtsanwalt begann er in Wilkes-Barre in diesem Beruf zu arbeiten. In den Jahren 1934 und 1935 war er juristischer Vertreter der Home Owners’ Loan Corporation. Von 1935 bis 1939 war er stellvertretender Attorney General seines Staates und Berater der Alkoholkommission (Counsel for the Pennsylvania Liquor Control Board). Von 1941 bis 1944 arbeitete er im Finanzministerium des Staates Pennsylvania. Politisch war er Mitglied der Demokratischen Partei.
Bei den Kongresswahlen 1944 wurde Flood im elften Wahlbezirk von Pennsylvania in das US-Repräsentantenhaus in Washington, D.C. gewählt, wo er am 3. Januar 1945 die Nachfolge von John W. Murphy antrat. Da er im Jahr 1946 dem Republikaner Mitchell Jenkins unterlag, konnte er bis zum 3. Januar 1947 nur eine Legislaturperiode im Kongress absolvieren. In dieser Zeit endete der Zweite Weltkrieg. In den folgenden zwei Jahren praktizierte Flood wieder als Rechtsanwalt. Bei den Wahlen 1948 wurde er erneut im elften Distrikt in den Kongress gewählt, wo er am 3. Januar 1949 Murphy wieder ablöste. 
1951/52 gehörte er der Madden-Kommission an, dem Ausschuss zur Untersuchung des Massakers von Katyn. Nach einer Wiederwahl konnte er bis zum 3. Januar 1953 zwei weitere Amtszeiten im US-Repräsentantenhaus absolvieren. Diese waren von den Ereignissen des Koreakrieges bestimmt. Nach seinem Ausscheiden aus dem Kongress arbeitete er wieder als Anwalt.
1954 wurde Daniel Flood wieder in den Kongress gewählt. Am 3. Januar 1955 löste er Edward J. Bonin ab, der zwei Jahre zuvor sein Nachfolger geworden war. Nach zwölf Wiederwahlen konnte er bis zu seinem Rücktritt im Januar 1980 im Repräsentantenhaus verbleiben. In diese Zeit fielen unter anderem der Vietnamkrieg, die Bürgerrechtsbewegung und im Jahr 1974 die Watergate-Affäre. Im Kongress unterstützte Flood die in seinem Wahlbezirk wichtige Kohleindustrie. Er war ein Anhänger von Präsident John F. Kennedy. Gegen Ende seiner politischen Laufbahn geriet er unter Bestechungsverdacht. Nachdem er von der Kongressverwaltung abgemahnt worden war, legte er am 31. Januar 1980 sein Mandat nieder. Er starb am 28. Mai 1994 in Wilkes-Barre.